# 罗塞蒂广场
罗塞蒂广场（Place Rossetti）是法国蔚蓝海岸尼斯的一个广场。
该广场为长方形，位于尼斯老城，两侧为罗塞蒂街（Rue Rossetti）与中央街（Rue Centrale）。